# Grand Assaly
Il Grand Assaly (3.174 m s.l.m. - detta anche Poite du Petit) è una montagna delle Alpi della Grande Sassière e del Rutor nelle Alpi Graie. Si trova in Valle d'Aosta alla testata del Vallone di La Thuile sul confine con la Francia.

## Toponimo
In patois valdostano locale, assaly o arsalé significa sorbo. Conseguentemente il nome della montagna significa Grande Sorbo.
Il toponimo Pointe du Petit di riferisce al fatto che il Grand Assaly domina il piccolo Glacier du Petit, e il Petit Assaly è situato a est del Grand.

## Caratteristiche
Nei pressi della montagna e separata dal Col d'Assaly si trova il Petit Assaly (3.147 m - detto anche Pointe du Grand).
Si può salire sulla vetta partendo dal Rifugio Alberto Deffeyes.